# 野村龍之介
野村龍之介（のむらりゅうのすけ、1991年9月18日 - ）は、日本のお笑い芸人、プロレスラー。
所属事務所はプロデューサーハウスあ・うん。
お笑いコンビ・あさかぜのツッコミ担当である。立ち位置は向かって左。
漫才協会、シアタープロレス花鳥風月所属。

## 芸歴
2010年 5月1日 - ｢ぼっけもん｣ を結成
2011年 漫才協会 入会
2020年 1月27日 - ｢ぼっけもん｣ 解散
2020年 5月1日 - ｢あさかぜ｣ を結成

## プロレス来歴
2019年8月12日、東京・シアターバビロンの流れのほとりでの神楽＆スペース・レッド戦（パートナーは武村謙志郎）でデビュー。
2022年2月12日シアタープロレス花鳥風月道場マッチ 「東京ZOO」 出場

## 得意技
- ダイヤモンドカッター
- フィッシャーマンズ・スープレックス・ホールド

## 入場テーマ曲
- party till we die